# Afghan Telecom
Afghan Telecom, kurz AfTel, ist ein afghanisches Telekommunikationsunternehmen mit Sitz in Kabul. Es wurde September 2005 nach afghanischem Recht gegründet und befindet sich vollständig im Eigentum des afghanischen Ministeriums für Kommunikation und Informationstechnologie. Eine Teilprivatisierung von 80 % der Firmenanteile wurde im März 2008 ausgeschrieben. Das Unternehmen war 2012 noch immer zu 100 % in Staatsbesitz.
Das Unternehmen ist laut eigener Aussage der einzige afghanische Telekomprovider, der eine Grundversorgung aller Informations- und Kommunikationsdienste, etwa Telefonie (Festnetz und Mobilfunk) oder Onlinedienste, anbietet.
Das Telekommunikationsnetz des Unternehmens versorgt alle 34 afghanischen Provinzhauptstädte sowie 700 Orte und Dörfer mit Festnetzanschlüssen und Datenleitungen. 2012 soll AfTel geschätzte 260.000 Kunden gehabt haben.